# Lasiopetalum
Lasiopetalum is een geslacht uit de kaasjeskruidfamilie (Malvaceae). De soorten uit het geslacht komen voor in Australië, in de deelstaten New South Wales, Tasmanië en West-Australië.

## Soorten
- Lasiopetalum adenotrichum R.A.Meissn. & Rathbone
- Lasiopetalum baueri Steetz
- Lasiopetalum behrii F.Muell.
- Lasiopetalum bracteatum (Endl.) Benth.
- Lasiopetalum cardiophyllum Paust
- Lasiopetalum cenobium K.A.Sheph. & C.F.Wilkins
- Lasiopetalum compactum Paust
- Lasiopetalum cordifolium Endl.
- Lasiopetalum dielsii E.Pritz.
- Lasiopetalum discolor Hook.
- Lasiopetalum drummondii Benth.
- Lasiopetalum ferraricollinum E.M.Benn. & K.A.Sheph.
- Lasiopetalum ferrugineum Sm. ex Andrews
- Lasiopetalum fitzgibbonii F.Muell.
- Lasiopetalum floribundum Benth.
- Lasiopetalum glabratum Paust
- Lasiopetalum indutum Steud.
- Lasiopetalum joyceae Blakely
- Lasiopetalum lineare Paust
- Lasiopetalum longistamineum Maiden & Betche
- Lasiopetalum macrophyllum Graham
- Lasiopetalum maxwellii F.Muell.
- Lasiopetalum membranaceum (Steud.) Benth.
- Lasiopetalum micranthum Hook.f.
- Lasiopetalum microcardium E.Pritz.
- Lasiopetalum molle Benth.
- Lasiopetalum monticola Paust
- Lasiopetalum ogilvieanum F.Muell.
- Lasiopetalum oldfieldii F.Muell.
- Lasiopetalum oppositifolium F.Muell.
- Lasiopetalum parviflorum Rudge
- Lasiopetalum parvuliflorum F.Muell.
- Lasiopetalum pterocarpum E.M.Benn. & K.A.Sheph.
- Lasiopetalum quinquenervium Turcz.
- Lasiopetalum rosmarinifolium (Turcz.) Benth.
- Lasiopetalum rotundifolium Paust
- Lasiopetalum rufum R.Br. ex Benth.
- Lasiopetalum schulzenii (F.Muell.) Benth.
- Lasiopetalum tepperi F.Muell.

... · 
Abelmoschus · 
Abroma · 
Abutilon · 
Acaulimalva · 
Acropogon · 
Akrosida · 
Allosidastrum · 
Allowissadula · 
Apeiba · 
Ayenia · 
Bakeridesia · 
Adansonia (Baobab) · 
Alcea · 
Althaea (Heemst) · 
Anisodontea · 
Anoda · 
Argyrodendron · 
Bastardia · 
Berrya · 
Bombax · 
Brachychiton · 
Brownlowia · 
Burretiodendron · 
Byttneria · 
Callirhoe · 
Carpodiptera · 
Cavanillesia · 
Ceiba · 
Chiranthodendron · 
(Chorisia) · 
Cola · 
Colona · 
Commersonia · 
Corchorus · 
Craigia · 
Cristaria · 
Cullenia · 
Diplodiscus · 
Dombeya · 
Duboscia · 
Durio · 
Entelea · 
Eremalche · 
Eriolaena · 
Eriotheca · 
Firmiana · 
Franciscodendron · 
Fremontodendron · 
Fuertesimalva · 
Glyphaea · 
Gossypium (Katoenplant) · 
Grewia · 
Guichenotia · 
Gynatrix · 
Gyranthera · 
Hampea · 
Hannafordia · 
Helicteres · 
Heliocarpus · 
Herissantia · 
Heritiera · 
Hermannia · 
Hibiscadelphus · 
Hibiscus · 
Hildegardia · 
Hoheria · 
Horsfordia · 
Howittia · 
Huberodendron · 
Iliamna · 
Keraudrenia · 
Kleinhovia · 
Kokia · 
Kosteletzkya · 
Kostermansia · 
Kydia · 
Lagunaria · 
Lasiopetalum · 
Lavatera · 
Lawrencia · 
Lebronnecia · 
Luehea · 
Lysiosepalum · 
Macrostelia · 
Malacothamnus · 
Malope · 
Malva (Kaasjeskruid) · 
Malvaviscus · 
Malvella · 
Matisia · 
Megistostegium · 
Melhania · 
Melochia · 
Microcos · 
Nayariophyton · 
Nesogordonia · 
Ochroma · 
Pachira · 
Palaua · 
Pavonia · 
Pentace · 
Pentaplaris · 
Phragmotheca · 
Phymosia · 
Pseudobombax · 
Pterospermum · 
Pterygota · 
Quararibea · 
Radyera · 
Reevesia · 
Rhodognaphalon · 
Robinsonella · 
Rulingia · 
Scaphium · 
Scaphopetalum · 
Schoutenia · 
Scleronema · 
Senra · 
Sida · 
Sidalcea · 
Sparrmannia · 
Sphaeralcea · 
Sterculia · 
Symphyochlamys · 
Talipariti · 
Theobroma · 
Thespesia · 
Thomasia · 
Tilia (Linde) · 
Triplochiton · 
Triumfetta · 
Trochetia · 
Trochetiopsis · 
Urena · 
Waltheria · 
Wercklea · 
Wissadula · 
...